# Nashwa Eassa
Nashwa Abo Alhassan Eassa, née en 1980 à Omdourman (Soudan), est une physicienne soudanaise spécialisée dans les nanoparticules. Elle est professeure adjointe à l'université Al-Neelain de Khartoum.

## Biographie
Eassa fait son baccalauréat en physique à l'université de Khartoum en 2004. En 2007, elle termine sa maîtrise en physique des matériaux à l'université de Linköping en Suède. Elle est ensuite chargée de cours et professeure assistante à l'université Al-Neelain. Elle obtient son doctorat de l'université métropolitaine Nelson-Mandela (NMMU) en 2012. Depuis 2013, Eassa poursuit une bourse de recherche postdoctorale en nanophotonique à la NMMU. Elle fonde l'organisation non gouvernementale Sudanese Women in Sciences en 2013 et devient membre de l'Institut de physique de l'Organisation de la science au service des pays en développement pour les pays en développement.
En 2015, Eassa remporte le prix de la fondation Elsevier pour les femmes scientifiques en début de carrière dans les pays en développement. Ce prix récompense ses recherches sur la réduction de l'accumulation de film à la surface des semi-conducteurs à grande vitesse,,.
Eassa est impliquée dans le développement de structures de nanotubes et de nanoparticules d'oxyde de titane. Elle participe également à des projets visant à développer des méthodes de fractionnement des molécules d'eau pour la collecte de l'hydrogène et à assainir l'eau avec le rayonnement solaire,.
Elle a été candidate à la vice-présidence pour les pays arabes de l'Organisation pour les femmes dans la science pour le monde en développement.